# Spirodeletum polyrhizae
Zespół spirodeli wielokorzeniowej (Spirodeletum polyrhizae (Kelhofer 1954) W.Koch 1954 em. R.Tx. et A.Schwabe 1974 in R.Tx. 1974) – syntakson w randze zespołu należący do klasy Lemnetea minoris. Zespół budowany jest wyłącznie przez rośliny pleustonowe. Dominującym gatunkiem w tym zbiorowisku roślinnym jest spirodela wielokorzeniowa (Spirodela polyrhiza).

## Charakterystyka
Zespół ten (podobnie jak inny zespół należący do związku Lemnion gibbae – zespół rzęsy garbatej Lemnetum gibbae) stanowi bardzo proste w budowie, jednowarstwowe i pleustonowe zgrupowanie rzęs. Zbiorowiska te są niestabilne, biernie unoszone przez wodę, występują na powierzchni różnych wód stojących i bardzo wolno płynących. Zbiorowiska tego typu powstają w wodach eutroficznych o odczynie przynajmniej okresowo zasadowym, o dużej buforowości w stosunku do zakwaszenia oraz o wysokim przewodnictwie elektrycznym. Zespół jest oparty na dominacji osobników z gatunku spirodela wielokorzeniowa (Spirodela polyrhiza).
WystępowanieZbiorowiska należące do tego zespołu są dość pospolite w Polsce. Można je dość często spotkać w wodach stojących i wolno płynących. Często zbiorowiska te występują w kompleksach z wyżej zorganizowanymi zbiorowiskami roślin wodnych lub nadbrzeżnych np. ze zbiorowiskami z takich klas jak Phragmitetea.
Charakterystyczna kombinacja gatunków
ChCl., ChO. : rzęsa drobna (Lemna minor), spirodela wielokorzeniowa (Spirodela polyrhiza), wolfia bezkorzeniowa (Wolffia arrhiza)
ChAll. : rzęsa garbata (Lemna gibba)
ChAss. : spirodela wielokorzeniowa (Spirodela polyrhiza) (opt.)